# Abdoulaye Diori Kadidiatou Ly
Abdoulaye Diori Kadidiatou Ly (* 5. März 1952 in Niamey; † 12. Dezember 2020 ebenda; geborene Kadidiatou Ly) war eine nigrische Richterin.

## Leben
Kadidiatou Ly war eine Tochter des Pädagogen und Politikers Souleymane Ly. Sie besuchte von 1959 bis 1965 die katholische Missionsschule in Niamey. Anschließend ging sie zunächst auf das Lycée National in Niamey, dann – als ihr Vater als Unterpräfekt bei Zinder tätig war – auf das Collège d’Enseignement Général (CEG) in Zinder, um ihre Mittelschulausbildung schließlich am Collège Mariama in Niamey abzuschließen. Von 1970 bis 1973 machte sie an der eine Ausbildung als Hebamme an der École Nationale de Santé Publique in Niamey und war danach sieben Jahre lang in diesem Beruf tätig.
Der Besuch einer Abendschule ermöglichte Abdoulaye Diori Kadidiatou Ly 1980 den Erwerb eines Baccalauréats. Sie studierte anschließend bis 1985 Rechtswissenschaft an der Universität Niamey. Im Jahr 1990 machte sie ein Diplôme d’études supérieures spécialisées in Gesundheitsrecht an der Universität Paris-Süd in Sceaux. Im Jahr 2005 veröffentlichte sie eine rechtswissenschaftliche Dissertation an der Universität Paris-Süd, in der sie sich mit der Regierungs- und Parlamentsarbeit in Niger befasste. Sie engagierte sich zudem in Frauenrechtsorganisationen.
Salou Djibo, der Übergangsstaatschef während des Militärregimes des Obersten Rats für die Wiederherstellung der Demokratie, berief Abdoulaye Diori Kadidiatou Ly 2010 als Vertreterin von Forschung und Lehre in den Verfassungsrat, das siebenköpfige Übergangsverfassungsgericht unter dem Vorsitz von Richterin Salifou Fatimata Bazèye. Staatspräsident Mahamadou Issoufou holte Ly 2013 erneut ins Verfassungsgericht, dessen Mitglieder sie im selben Jahr zur Gerichtspräsidentin wählten. Sie war nach Salifou Fatimata Bazèye die zweite Frau in diesem Amt.
Abdoulaye Diori Kadidiatou Ly war mit dem 2011 verstorbenen Geschäftsmann und Politiker Abdoulaye Hamani Diori verheiratet, einem Sohn von Hamani Diori, dem ersten Staatspräsidenten Nigers. Das Paar hatte vier Kinder, darunter den Diplomaten Aboukar Abdoulaye Diori. Sie war zuletzt mehrmals wegen Herzproblemen zur ärztlichen Behandlung in Frankreich und starb im Alter von 68 Jahren.